# Dave Krusen
Dave Krusen (Tacoma, Washington, 10 de marzo de 1966) es un músico estadounidense conocido por haber sido uno de los miembros fundadores de Pearl Jam, una de las más importantes bandas del grunge a comienzos de la década de los noventa, además de ser el batería de su trabajo más laureado hasta el momento, Ten. Después de dejar la banda en 1991, Krusen ingresa en Hovercraft bajo el seudónimo de Karl 3-30. Además, también es conocido por haber sido el segundo batería de Candlebox en 1997, y por participar en el álbum homónimo de Unified Theory. 
Además de estos trabajos, Krusen también formó parte de la banda de Seattle Novatone, que sacó un disco en 2005 con su aportación en la batería, así como ser el batería de Cheyenne Kimball en sus actuaciones en directo desde 2005 hasta 2007.
En 2017 ingresa al Salón de la Fama del Rock and Roll por su participación en Ten. Krusen, quien se había marchado de Pearl Jam en 1991, subió al escenario para volver a interpretar el clásico Alive.
- Datos: Q981453
- Multimedia: Dave Krusen / Q981453